# 蔣壻
蔣 壻（朝鮮語: 장서、生没年不詳）は、中国宋朝の軍人であり、朝鮮氏族の牙山蔣氏の始祖である。
中国の宋朝で金紫光禄大夫と神慶衛大将軍を務めていたが、金朝の訛里朶が宋朝に侵攻した時に抗戦することを主張したが、受け入れられず高麗に亡命し、睿宗から牙山君に封じられた。